# Regioni del Brasile

Regioni e stati del Brasile

Le regioni del Brasile costituiscono una suddivisione territoriale istituita dall'Instituto Brasileiro de Geografia e Estatística (IBGE) a fini esclusivamente statistici; sebbene ufficialmente riconosciuta, la suddivisione è meramente accademica, sulla base di fattori geografici, sociali ed economici, e non ha valore politico o amministrativo. 
Nella Costituzione brasiliana del 1988, sono designate semplicemente come "regioni" o "regioni macroeconomiche"; questo non implica una propria personalità giuridica, né esiste la possibilità di eleggere rappresentanti della regione. Non c'è quindi nessun tipo di autonomia politica delle regioni.
Le 5 regioni in cui risulta suddiviso il Paese sono state determinate nel 1969 sulla base di criteri di valenza geografica come il clima, l'orografia, la vegetazione, l'idrografia, tanto che, in proposito, si parla anche di "Regioni naturali del Brasile"; non sono tuttavia estranei criteri di carattere culturale, storico e sociale. Le regioni hanno lo scopo di aiutare le interpretazioni statistiche, implementare sistemi di gestione delle funzioni pubbliche di interesse comune o guidare l'applicazione delle politiche pubbliche dei governi federale e statale. Non vi sono Stati appartenenti a più di una regione.

## Regioni
| Localizzazione | Regione      | Popolazione (2022) | Superficie (km²) | Stati                                                                                               |
| -------------- | ------------ | ------------------ | ---------------- | --------------------------------------------------------------------------------------------------- |
|                | Nord         | 17 349 619         | 3 689 637        | - Acre - Amapá - Amazonas - Pará - Rondônia - Roraima - Tocantins                                   |
|                | Nordest      | 54 644 582         | 1 561 177        | - Alagoas - Bahia - Ceará - Maranhão - Paraíba - Pernambuco - Piauí - Rio Grande do Norte - Sergipe |
|                | Centro-Ovest | 16 287 809         | 1 612 007        | - Distretto Federale - Goiás - Mato Grosso do Sul - Mato Grosso                                     |
|                | Sudest       | 84 847 187         | 927 286          | - Espírito Santo - Minas Gerais - Rio de Janeiro - San Paolo                                        |
|                | Sud          | 29 933 315         | 577 214          | - Paraná - Rio Grande do Sul - Santa Catarina                                                       |

## Suddivisione geoeconomica
Attualmente, molti geografi e studiosi di scienze sociali preferiscono una suddivisione geoeconomica proposta da Pedro Pinchas Geiger nel 1967, che tiene in conto gli aspetti naturali e umani: questa divisione consiste in tre regioni i cui  margini non coincidono con le frontiere degli stati. 
Le tre regioni identificate da tale suddivisione sono: Amazônia, Centro-Sul e Nordeste.